# Another Day (chanson de Paul McCartney)
 (mai 2018).
Si vous disposez d'ouvrages ou d'articles de référence ou si vous connaissez des sites web de qualité traitant du thème abordé ici, merci de compléter l'article en donnant les références utiles à sa vérifiabilité et en les liant à la section « Notes et références ».
Cet article concerne la chanson de Paul McCartney. Pour la chanson de Dream Theater, voir Another Day.
Pour les articles homonymes, voir Another Day.
Singles de Paul McCartney
Eat at Home
(1971)
Another Day est une chanson de Paul McCartney parue en single en février 1971 : il s'agit de son premier single en solo. La chanson remonte cependant au temps des Beatles et avait été travaillée durant l'enregistrement de Let It Be. Bien qu'elle n'ait vraisemblablement pas beaucoup participé à la composition, Linda McCartney est également créditée.
Le texte, traitant de la vie d'une femme seule, rappelant le personnage de la chanson des Beatles Eleanor Rigby, tandis que l'air est un bon exemple des chansons faciles à retenir pour lesquelles McCartney s'est rendu célèbre. La critique reste assez mitigée à son égard tandis que John Lennon s'y attaque dans son virulent How Do You Sleep?.
Le public est en revanche au rendez-vous et la chanson se hisse en bonne place dans les tops 10. Elle ne paraît originellement sur aucun album, mais est finalement intégrée à la version retouchée de Ram en piste bonus. Elle apparaît également sur les compilations Wings Greatest, All the Best! et Wingspan: Hits and History.

## Fiche technique

### Interprètes
- Paul McCartney : chant, chœurs, basse, guitare acoustique, shaker
- Linda McCartney : chœurs
- David Spinozza : guitare électrique
- Denny Seiwell : batterie, percussions